# Konstantinopels fall (1204)

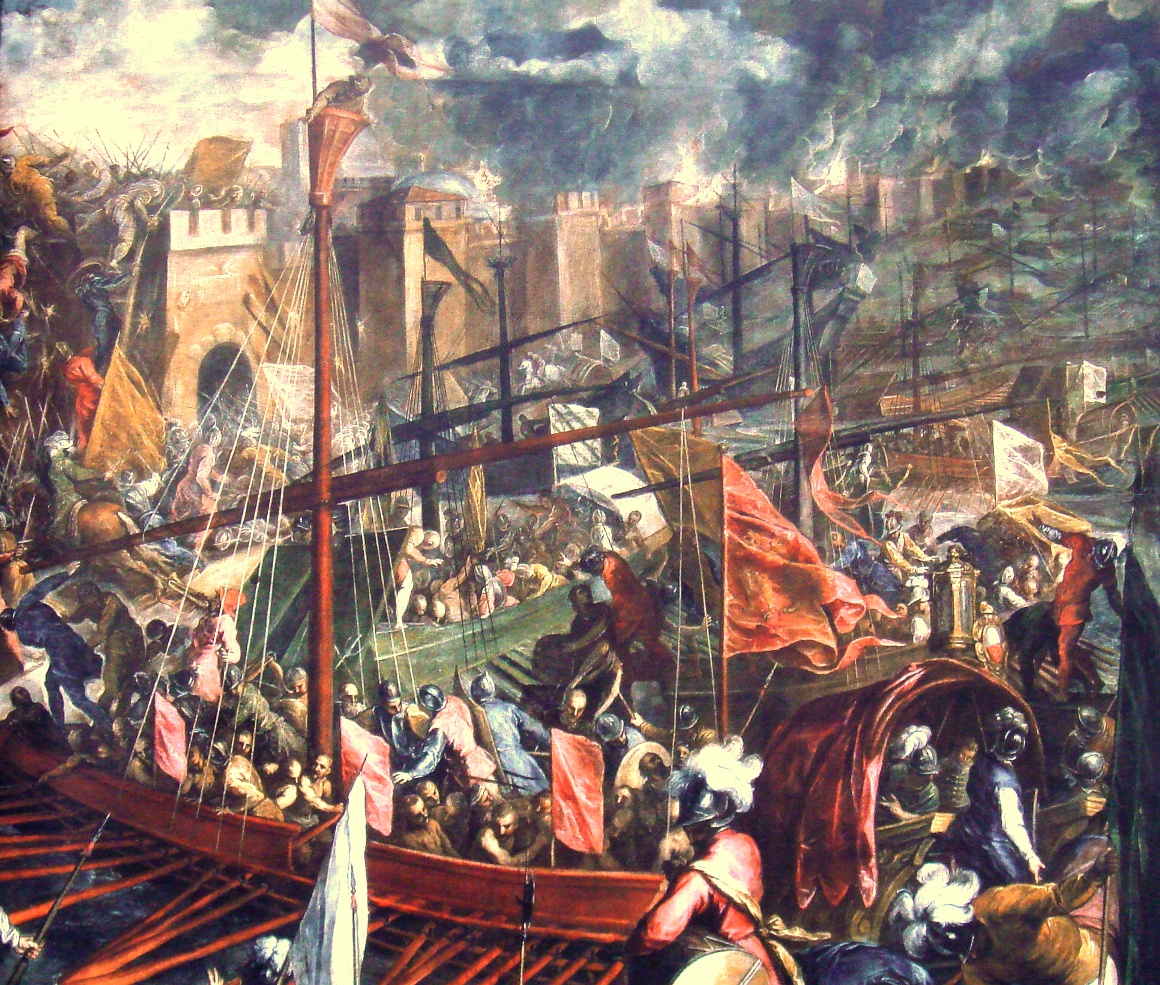
Konstantinopels fall (1204)

Konstantinopels fall ägde rum 12–15 april 1204 och markerade slutpunkten på det fjärde korståget.
De katolska fjärde korstågets arméer från Västeuropa intog, plundrade och förstörde det ortodoxa Bysantinska rikets huvudstad Konstantinopel. Skövlingen resulterade i att det Bysantinska riket splittrades. Endast kejsardömet Nicaea i Anatolien behölls av bysantinarna. Resten av riket styckades upp av de katolska styrkorna i katolska korsfararstater, Frankokratin. Staden Konstantinopel blev huvudstad i det nya katolska Latinska riket, där Balduin I av Konstantinopel kröntes som den första katolska kejsaren. 
Det Bysantinska riket återförenades när kejsardömet Nicaea år 1261 kunde återta sin huvudstad Konstantinopel, men Bysans återhämtade sig aldrig fullständigt ekonomiskt eller politiskt. Konstantinopels fall resulterade i längden i att det Bysantinska riket splittrades i sextio år, något som försvagade riket permanent och försvårade dess kraft att försvara sig mot det växande Osmanska riket. I längden uppskattas det ha resulterat i den svaghetsperiod som förorsakade att det Bysantinska riket slutligen förlorade mot det Osmanska riket i Konstantinopels fall 1453.